# Alice Baron
Alice Baron fou una soprano francesa activa a les dues primeres dècades del segle xx.
Després de petits papers en petits teatres francesos, el 1907 va entrar a l'Òpera de Niça que li va servir de palanca per debutar el mateix any amb èxit a Brussel·les com a Brünhilde en l'òpera Sigurd de Reyer. Mentrestant, va aparèixer amb èxit a Niça com a Salomé a Hérodiade de Massenet, Leonore a Il Trovatore, Tosca, Rachel a La Juive, i com a Eva per a l'estrena local de Die Meistersinger amb Léon Rothier com a Hans Sachs i Henri Albers com a Beckmesser.
L'agost de 1908 va cantar per primera vegada a l'Òpera de París com a Valentine a Les Huguenots. Va romandre lligada a l'Òpera de París per una temporada, cantant Aida i creant la part de la tercera Norn a l'estrena de Götterdämmerung, dirigida per Messager, l'octubre de 1908. La següent temporada va ser contractada per l'Òpera de Manhattan per cantar Aida en sis funcions, amb un repartiment que incloïa a Berthe Soyer, Carasa i el baríton Pignarato, sota la batuta de Sturani. Segons el New York Times, va cantar «amb sentiment i gust». El seu repertori durant la seva primera temporada americana també va incloure Louise de Charpentier que va cantar al costat de Mary Garden, Santuzza a Tosca amb Carasa i Beck, i Giulietta a Les Contes d'Hoffmann, dirigida per Nicosia. Gràcies a l'èxit obtingut en aquesta primera temporada va tornar a signar un segon contracte que va incloure cantar Chrysothemis en la primera estrena americana d'Elektra'. L'èxit d'aquesta estrena la va portar a interpretar-la en altres teatres americans.
Durant la Primera Guerra Mundial va tornar a Europa, especialment a Itàlia, on va obtenir molta demanda en el repertori wagnerià. Va cantar Tristany i Isolda al Teatre Comunal de Treviso i a Trieste amb un repartiment que incloïa Flora Perini, Ernesto Lavarello, Francesco Cigada i dirigits per Gino Marinuzzi. El 1914 va cantar a Parsifal al Teatro Massimo de Parlem amb Bindo Gasparini en la part del títol, sota la direcció de Marinuzzi. Alice Baron va repetir Isolda a la tardor de 1915 a Trieste amb Luisa Garibaldi, Francesc Viñas i Segura Tallien, així com al Gran Teatre del Liceu de Barcelona el 30 de novembre de 1915, amb un repartiment similar dirigit per Antoni Ribera.
Va aparèixer dues vegades a La Scala: el 1917 va cantar La Marseillaise per al tancament de l'exposició de Garibaldi i el 1918 per un altre concert en benefici dels aliats. Va cantar regularment a Itàlia i a Catalunya fins a mitjans dels anys vint, apareixent al Liceu el 1916 com a Brünhilde a Siegfried, el desembre de 1919 com a Isolde, i el gener de 1920 amb interpretacions de Brünhilde a Walküre.